# تايرون بوز
تايرون بوز (بالإنجليزية: Tyrone Booze)‏ مواليد 12 فبراير 1959 في هارتفورد، الولايات المتحدة، هو ملاكم محترف أمريكي. حقق بطولة منظمة الملاكمة العالمية.

## إحصائيات
خاض خلال مسيرته 37 نزالا، فاز في 22 وتعادل في 2 وخسر في 12. فاز بالضربة القاضية في 8 نزالا.

## روابط خارجية
- تايرون بوز على موقع بوكس ريك (الإنجليزية) (registration required)